# Sapromyza metallica
Sapromyza metallica är en tvåvingeart som beskrevs av Walker 1853. Sapromyza metallica ingår i släktet Sapromyza och familjen lövflugor. Inga underarter finns listade i Catalogue of Life.